# Charles-Alexis de Montpellier
 (août 2017).
Si vous disposez d'ouvrages ou d'articles de référence ou si vous connaissez des sites web de qualité traitant du thème abordé ici, merci de compléter l'article en donnant les références utiles à sa vérifiabilité et en les liant à la section « Notes et références ».
Charles-Alexis de Montpellier seigneur d'Annevoie, né le 5 janvier 1717 à Namur Belgique) et mort le 26 septembre 1807 à Annevoie (Belgique), est un maître de forges  à l'origine de la reconstruction au XVIIe siècle du château d'Annevoie et de la création de ses jardins d'eau.

## Biographie
Il est le fils de Jean de Montpellier (1679-1740), seigneur d'Yvoir et châtelain d'Annevoie, maître de forges, chambellan héréditaire du comté de Namur en 1729, et de Jeanne-Françoise de Bilquin.
Également maître de forges, il succéda à son père dans la charge de chambellan héréditaire du comté de Namur. Parmi ses petits-enfants, Théodore de Montpellier fut évêque de Liège de 1847 à 1879.
Il  à l'origine de la reconstruction au XVIIe siècle du château d'Annevoie et de la création de ses jardins d'eau.
Anobli le 9 janvier 1743 par lettres patentes de l’impératrice Marie Thérèse, il est l'auteur des deux branches subsistantes de la famille de Montpellier : de Montpellier d'Annevoie et de Montpellier de Vedrin.